# Junges Theater Bonn

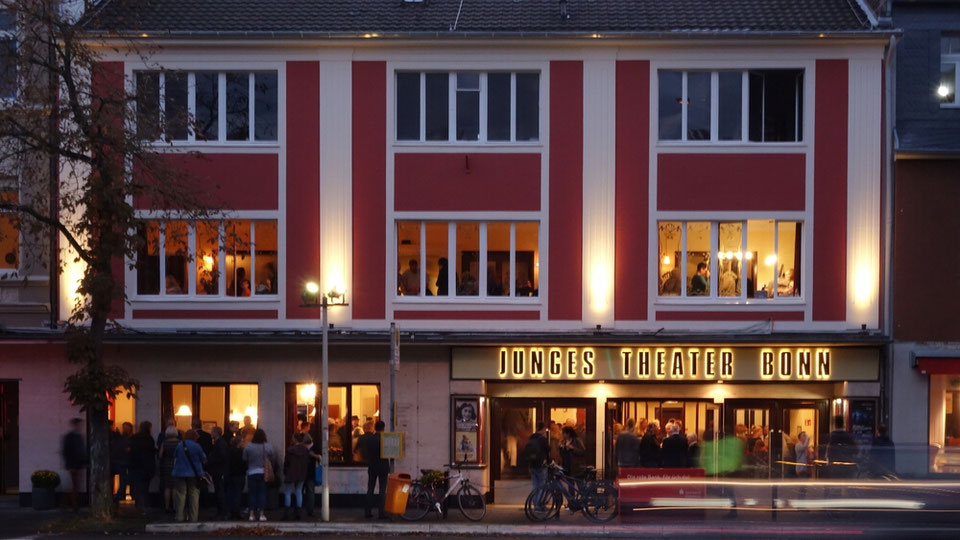
Das Junge Theater Bonn

Das Junge Theater Bonn (JTB) ist ein privates Kinder- und Jugendtheater mit festem professionellem Ensemble in Bonn-Beuel. Es gilt als eines der erfolgreichsten deutschen Kinder- und Jugendtheater.

## Geschichte
Das Theater wurde 1969 von Helmut Tromm (* 12. Mai 1922; † 4. Mai 2007) und seiner Frau Heidi Scholz-Tromm (* 2. Juni 1941; † 22. August 2005) unter dem Namen Theater der Jugend gegründet. Am 16. September 1969 feierte das „TdJ“ in der Aula des Bonner Ernst-Moritz-Arndt-Gymnasiums seine erste Premiere mit dem damals politisch brandaktuellen Stück Die phantastische Reise des Kim van Dong von Joachim Jomeier.
Schon bei der ersten Produktion probierte man das aus, was als „Bonner Modell“ bekannt wurde und bei einigen Theaterkollegen lange umstritten blieb: An der Seite von erwachsenen Profidarstellern wurden die Figuren der Kinder und Jugendlichen von Gleichaltrigen gespielt, die die Tromms an Schulen rekrutierten.
Anfangs wurden verschiedene Räumlichkeiten, wie der Vortragssaal des Bonner Landesmuseums, als provisorische Spielstätte genutzt. 1979 konnte das Ensemble in das ehemalige „Rheingold“-Kino an der im Stadtbezirk Beuel gelegenen Hermannstraße umziehen. Das Gebäude aus dem 19. Jahrhundert bietet bis zu 400 Zuschauern Platz.
Zu seinem 25. Geburtstag 1994 taufte sich das TdJ um und heißt seitdem „Junges Theater Bonn“ (JTB). Im Herbst 2003, kurz nachdem das Ehepaar Tromm die Theaterleitung aus gesundheitlichen Gründen abgegeben hatte, stand das Theater kurz vor der Zahlungsunfähigkeit; die Insolvenz konnte jedoch mit Hilfe des eingesetzten Insolvenzverwalters sowie durch ein verstärktes Engagement lokaler Unternehmen abgewendet werden, wie zum Beispiel durch Auftragsarbeiten und Nutzung von Räumlichkeiten der Firma T-Mobile Deutschland GmbH. Inzwischen steht das JTB wieder auf einer soliden finanziellen Basis. Im Winter 2003 wurde die Bühnen- und Sicherheitstechnik umfassend erneuert.
Moritz Seibert (* 1967) übernahm 2003 die Intendanz, die er bis heute innehat. Ihm gelang es schnell, das JTB in die Spitzenliga aller deutschen Kinder- und Jugendtheater zu führen. Im Sommer 2013 wurde die über 30 Jahre alte Bestuhlung im Theatersaal mit der Hilfe von „Stuhlpaten“ ausgetauscht. Um die Arbeit des Jungen Theaters Bonn dauerhaft zu sichern und nachhaltig zu unterstützen, kaufte die 2014 gegründete JTB-Stiftung das Theatergebäude in der Hermannstraße. Im Sommer 2016 hat die Stiftung das Theater gründlich saniert und barrierefrei gemacht.

## Ensemble
Das Ensemble des Jungen Theaters Bonn besteht aus rund 30 festangestellten Mitarbeitern: Schauspielern, Technikern, Ausstattung und Verwaltung. Mit diesem Team produziert das JTB jährlich fünf bis sechs neue Stücke für Zuschauer aller Altersgruppen. Zusätzlich spielen rund 40 Kinder und Jugendliche im Nachwuchsensemble (jeweils in ein bis drei Produktionen) des JTB mit. In seinem Repertoire-Spielplan bietet das Theater in jeder Spielzeit rund 400 Vorstellungen in Bonn an, sowohl fast täglich in seinem 400-Plätze-Theater in Beuel als auch auf seiner Studiobühne, dem Kuppelsaal über der Thalia-Buchhandlung am Markt. Weitere 100 Vorstellungen werden als Gastspiele in anderen Städten deutschlandweit gespielt.

## Arbeit und Aufführungen
Eine Arbeitsweise, die an Theatern in England oder USA vollkommen selbstverständlich ist, macht das Junge Theater Bonn unter den deutschen Kinder- und Jugendtheatern zum Exoten – und mit über 500 Vorstellungen und rund 150.000 Zuschauern im Jahr 2017 zu einem der erfolgreichsten. Die Rollen von Kindern und Jugendlichen werden in vielen JTB-Produktionen von Kindern und Jugendlichen gespielt, die dazu sorgfältig ausgewählt, professionell angeleitet und kontinuierlich betreut und gefördert werden.
Einige der größten Erfolge der vergangenen Jahre hatte das Theater mit den Produktionen Tschick (2014 bis heute), Geheime Freunde (2010 bis heute), der deutschsprachigen Erstaufführung von Der Grüffelo (2010 bis heute), den Uraufführungen von Cornelia Funkes Tintenherz – Das Musical (2006), Drachenreiter (2005), Herr der Diebe (2004) oder Monsieur Ibrahim und die Blumen des Koran (2005) nach dem Monolog von Éric-Emmanuel Schmitt. Drachenreiter lief in seiner ersten Spielzeit über 70 Mal vor stets ausverkauftem Haus. Mit dem zweiten Teil der Tintentrilogie von Cornelia Funke, Tintenblut – Das Musical, brachte das Theater 2007 erneut einen großen Publikumsliebling auf die Bühne.
Im Januar 2008 machte das Junge Theater Bonn bundesweit auf sich aufmerksam. Mit der deutschsprachigen Erstaufführung des englischen Theaterstücks Beautiful Thing über die erste Liebe zwischen zwei Jungen landete das Theater unter seinem Intendanten Moritz Seibert einen großen Erfolg. Erstmals wurden die beiden Hauptrollen mit jugendlichen Darstellern im Alter der Figuren besetzt.
Inzwischen kann ein großer Teil der jugendlichen Darsteller aus den Kursteilnehmern der 2001 gegründeten JTB-Werkstatt, der Schauspielschule für Kinder und Jugendliche des Jungen Theaters Bonn, rekrutiert werden. Dort nehmen an 90 verschiedenen Workshops und Schauspiel-/Musicalkursen rund 960 Teilnehmer aller Altersgruppen teil. Dennoch werden für viele Produktionen jugendliche Darsteller zusätzlich auch in offenen Castings gesucht.
Das Junge Theater Bonn wird von einem gemeinnützigen e. V. als Privattheater betrieben und erhält Zuschüsse von der Stadt Bonn und vom Land Nordrhein-Westfalen. Über 80 % seines Gesamtetats muss das JTB allerdings selbst erwirtschaften, durch den Verkauf von Eintrittskarten, Gastspielen sowie durch Spenden und Sponsoringeinnahmen.

## Auszeichnungen
- 2007 wurde das Junge Theater Bonn im bundesweiten Wettbewerb „Deutschland – Land der Ideen“ von Bundespräsident Horst Köhler als einer der 365 kreativsten Ideenstandorte des Jahres ausgezeichnet.
- 2010 erhielt das Theater den mit 5000 Euro dotierten Jugend-Kulturpreis des Kulturpreises der Sparkassen-Kulturstiftung Rheinland
- 2016 Monica-Bleibtreu-Preis der Privattheatertage für das Stück Supergute Tage
- 2020 wurde das Junge Theater Bonn von NRW – Wirtschaft im Wandel mit dem Preis als NRWandler ausgezeichnet